# Aedes coulangesi
Aedes coulangesi är en tvåvingeart som beskrevs av Rodhain och Boutonnier 1983. Aedes coulangesi ingår i släktet Aedes och familjen stickmyggor.
Artens utbredningsområde är Madagaskar. Inga underarter finns listade i Catalogue of Life.